# Artère cérébrale antérieure

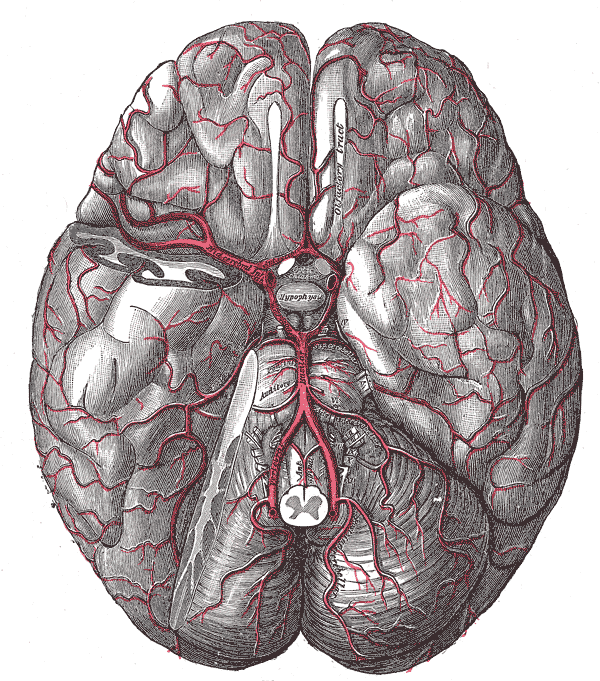
Les artères de la face inférieure du cerveau.

Pour les articles homonymes, voir Artère cérébrale.
L'artère cérébrale antérieure est une artère paire, une des principales artères vascularisant le cerveau.

## Description
- Origine : elle est une des quatre branches terminales de l'artère carotide interne avec l'artère cérébrale moyenne, l'artère communicante postérieure et l'artère choroïdienne antérieure. Elle nait, dans la boite crânienne, de la scissure de Sylvius un peu au-dessus de l'artère ophtalmique
- Trajet : elle a un trajet extrêmement sinueux : elle se dirige en avant et en dedans, passe au-dessus du nerf optique et se rapproche de celle du côté opposé pour lui devenir parallèle et pénétrer dans la scissure qui sépare les deux hémisphères cérébraux. Elle va contourner l'extrémité antérieure du corps calleux pour se diriger d'abord en haut, puis en haut et en arrière et enfin en arrière et en bas en suivant toute la surface supérieure du corps calleux.
- Terminaison : elle se termine par trois branches : antérieure, moyenne et postérieure qui vont vasculariser la face interne des lobes frontal et pariétal débordant sur la face externe, ainsi que le bord supérieur et l'extrémité antérieure de la face externe des hémisphères cérébraux

## Collatérales
Lorsque le polygone de Willis est complet, elle a comme principale collatérale l'artère communicante antérieure, branche de communication très courte (2 à 4 mm de long) et large reliant les deux artères cérébrales antérieures au moment où elles finissent de se rapprocher à la face inférieure du cerveau. La portion 
L'artère striée médiale dorsale (artère récurrente de Heubner) nait le plus souvent au niveau ou en aval de l'artère communicante antérieure pour vasculariser la tête du noyau caudé et la capsule interne.